# Polygonale dolmen

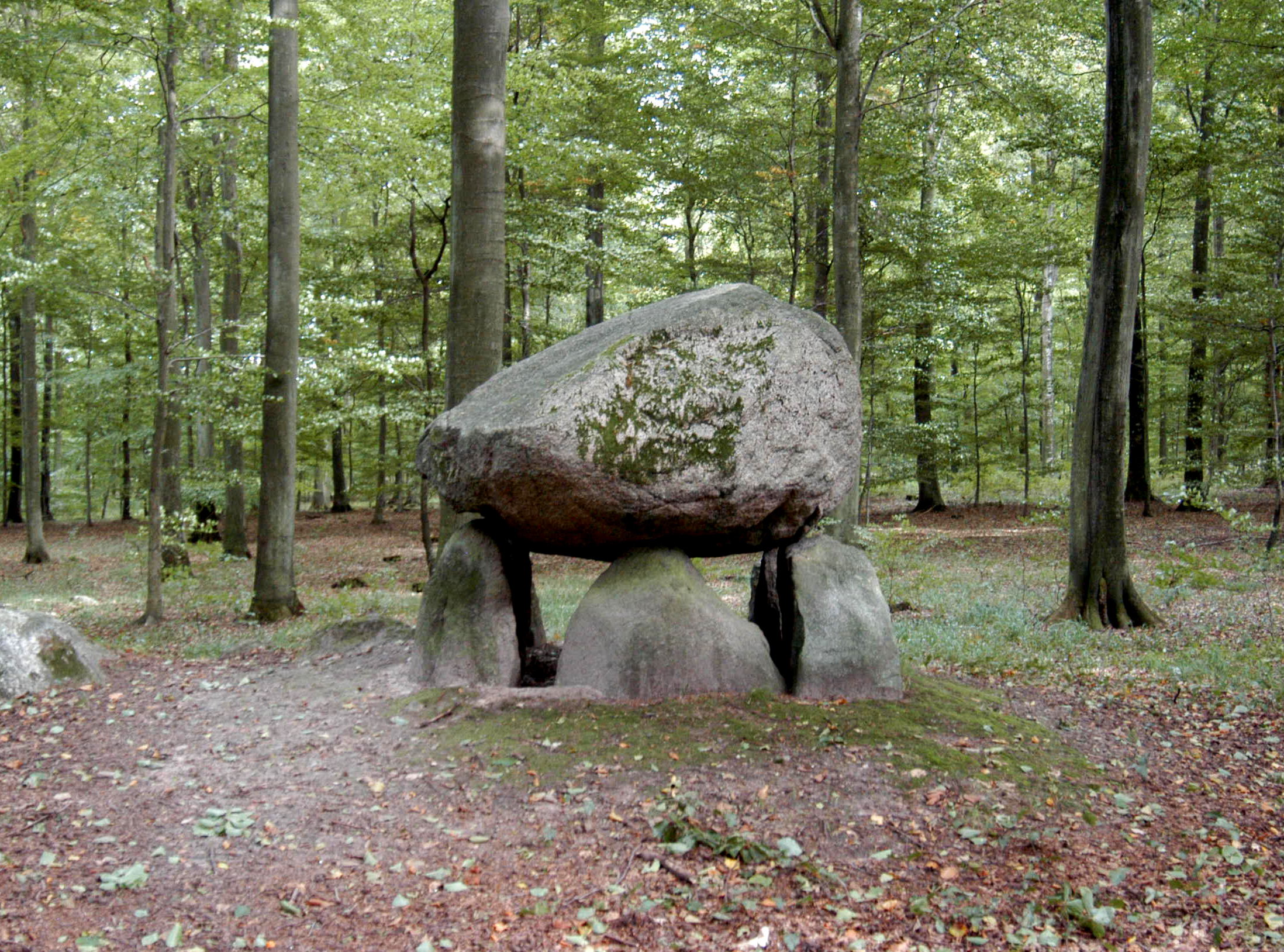
Polygonale dolmen ten zuiden van Hornbæk

Een polygonale dolmen is een type hunebed. Polygoon betekent veelhoek. Het wordt vaak als de archetypische vorm van het hunebed gezien.
Dit type hunebed komt voornamelijk voor in het norden van het Deense eiland Seeland, de Zweedse provincie Bohuslän en op Jutland (bijvoorbeeld bij Troldkirken).
Het type hunebed komt ook in Duitsland voor. In Sleeswijk-Holstein zijn elf polygonale dolmens. In Nedersaksen, Mecklenburg-Voor-Pommeren (Polygonaldolmen von Lexow) en Saksen-Anhalt (Großsteingräber bei Lüdelsen) komen enkele polygonale dolmens voor.

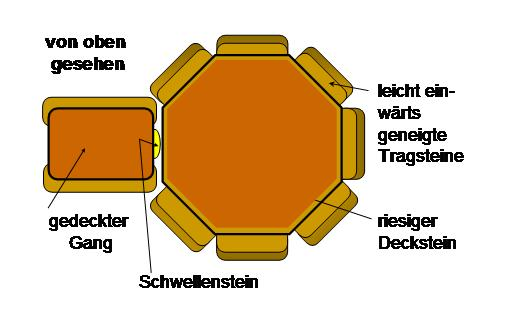
Grondplan van een Polygonale dolmen

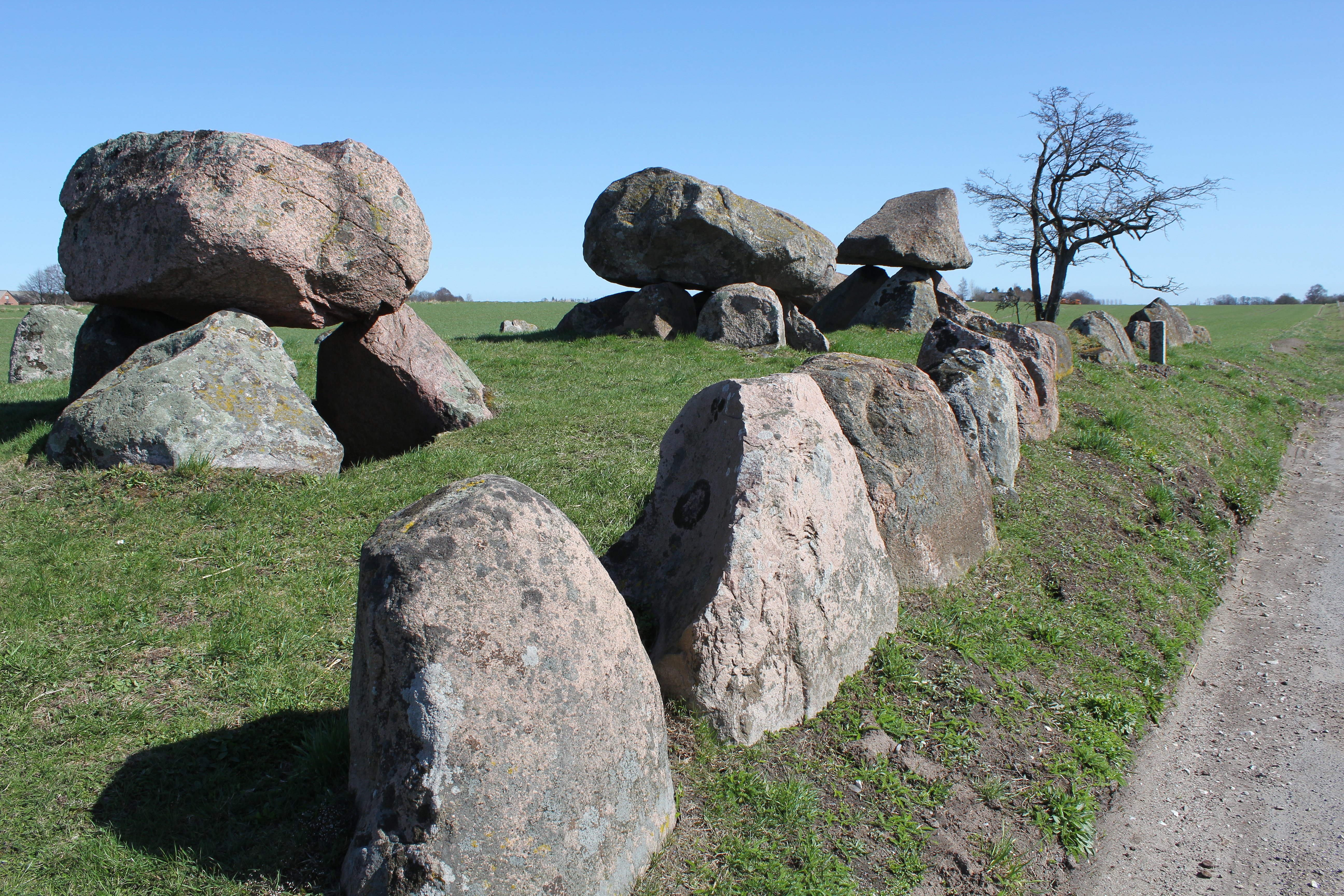
3 Polygonale dolmens in één hunebed